# Sinus
A les matemàtiques, el sinus és una de les sis funcions trigonomètriques, anomenades també funcions circulars. Aquesta és una funció real i imparell el domini de la qual és {\displaystyle \mathbb {R} } (el conjunt dels nombres reals) i que el seu codomini és l'interval tancat {\displaystyle [-1,1]}:

{\displaystyle {\begin{array}{rrcl}\sin :&\mathbb {R} &\longrightarrow &[-1,1]\\&x&\longmapsto &\sin(x)\end{array}}}

es denota {\displaystyle f(x)=\sin(x)} per a tot {\displaystyle x\in \mathbb {R} }. El nom s'abreuja a vegades com sen o sin depenent de les formes en les quals estiguin; espanyola, llatina o anglesa.

## Etimologia
L'astrònom i matemàtic indi Aryabhata (476–550 d. C.) va estudiar el concepte de «sinus» amb el nom sànscrit d'ardhá-jya, sent अर्ध ardha: «meitat, mitjà», i ज्या jya: «corda»). Quan els escriptors àrabs van traduir aquestes obres científiques a l'àrab, es referien a aquest terme com جِيبَ jiba . No obstant això, en l'àrab escrit s'ometen les vocals, per la qual cosa el terme va quedar abreujat jb. Escriptors posteriors que no sabien l'origen estranger de la paraula van creure que jb era l'abreviatura de jiab (que vol dir «badia», «cavitat» o «sinus»).
A la fi del segle xii, el traductor italià Gerard de Cremona (1114-1187) va traduir aquests escrits de l'àrab al llatí reemplaçant l'insensat jiab per la seva contrapart llatina sinus (‘buit, cavitat, badia).
Segons una altra explicació, la corda d'un cercle es denomina en llatí inscripta corda o simplement inscripta. La meitat d'aquesta corda es diu semis inscriptae. La seva abreviatura era s. ins., que va acabar simplificada com sins. Per a assemblar-la a una paraula coneguda del llatí se la va denominar sinus.

## Definició

El sinus de α és la raó

En trigonometria, el sinus d'un angle {\displaystyle \alpha \,} d'un triangle rectangle es defineix com la raó entre el catet oposat a aquest angle i la hipotenusa:

{\displaystyle \sin \alpha ={\frac {a}{c}}={\frac {BC}{AB}}}

Aquesta raó no depèn de la grandària del triangle rectangle triat sinó que és una funció dependent de l'angle{\displaystyle \alpha .}
Si {\displaystyle B} pertany a la circumferència goniomètrica, és a dir, la circumferència de radi u amb {\displaystyle O=A} es té:
{\displaystyle \sin \alpha =a=BC\,}
Ja que .{\displaystyle c=AB=1}
Aquesta construcció permet representar el valor del sinus per a angles aguts i funciona exactament igual per als vectors, representant un vector {\displaystyle {\vec {AB}}} mitjançant la seva descomposició en els vectors ortogonals {\displaystyle {\vec {AC}}} i {\displaystyle {\vec {CB}}}.

## Relacions trigonomètriques
El sinus pot relacionar-se amb altres funcions trigonomètriques mitjançant l'ús d'identitats trigonomètriques.
El sinus és una funció imparella, és a dir:
{\displaystyle \sin \;(-x)=-\sin(x)}
El si és una funció periòdica de període {\displaystyle 2\pi },

### En funció del cosinus
La corba del cosinus és la corba del sinus desplaçada {\displaystyle {\frac {\pi }{2}}} a l'esquerra donant lloc a la següent expressió:
{\displaystyle \sin \alpha =\cos \left(\alpha -{\frac {\pi }{2}}\right)}
A més, com que la funció cosinus comparteix la mateixa periodicitat {\displaystyle 2\pi }, és possible generalitzar a:
{\displaystyle \sin \alpha =\cos \left(\alpha +{\frac {(4k+1)\pi }{2}}\right),\quad k\in \mathbb {Z} }
Com {\displaystyle \sin ^{2}\alpha +\cos ^{2}\alpha =1}, buidant {\displaystyle \sin {\alpha }} s'obté:
{\displaystyle |\sin \alpha |={\sqrt {1-\cos ^{2}\alpha }}}

### En funció de la tangent
{\displaystyle \sin \alpha ={\cfrac {\sin \alpha }{1}}\cdot {\cfrac {\cfrac {1}{\cos \alpha }}{\cfrac {1}{\cos \alpha }}}={\cfrac {\cfrac {\sin \alpha }{\cos \alpha }}{\cfrac {1}{\cos \alpha }}}={\cfrac {\tan \alpha }{\sec \alpha }}}
Podem afegir que {\displaystyle \sin \alpha \cdot \sec \alpha =\tan \alpha }, i continuant {\displaystyle \sec ^{2}\alpha =1+\tan ^{2}\alpha }, buidant i reemplaçant {\displaystyle \sec \alpha } s'obté:
{\displaystyle \sin \alpha ={\cfrac {\tan \alpha }{\sec \alpha }}={\cfrac {\tan \alpha }{\sqrt {1+\tan ^{2}\alpha }}}}

### En funció de la cotangent
Sabent que {\displaystyle \sin \alpha ={\frac {1}{\csc \alpha }}}, i que {\displaystyle \csc ^{2}\alpha =1+\cot ^{2}\alpha }, llavors:
{\displaystyle \sin \alpha ={\cfrac {1}{\csc \alpha }}={\cfrac {1}{\sqrt {1+\cot ^{2}\alpha }}}}

### En funció de la secant
{\displaystyle \sin \alpha ={\cfrac {\tan \alpha }{\sec \alpha }}}
Com {\displaystyle \sec ^{2}\alpha =1+\tan ^{2}\alpha }, buidant i reemplaçant {\displaystyle \tan \alpha } s'obté:
{\displaystyle \sin \alpha ={\cfrac {\tan \alpha }{\sec \alpha }}={\cfrac {\sqrt {\sec ^{2}\alpha -1}}{\sec \alpha }}}

### En funció de la cosecant
El sinus i la cosecant són inversos multiplicadors:
{\displaystyle \sin \alpha ={\cfrac {1}{\csc \alpha }}}

### Potències de sinus
- {\displaystyle \sin ^{2}x={\frac {1}{2}}(1-\cos 2x)}

- {\displaystyle \sin ^{3}x={\frac {1}{4}}(3\sin x-\sin 3x)}

## Anàlisi matemàtica

### Definició
La funció sinus pot definir-se mitjançant un sistema de dues equacions diferencials ordinàries:
{\displaystyle dx/dt=y}
{\displaystyle dy/dt=-x}
si la condició inicial és (0,1), llavors la seva solució és {\displaystyle x=\sin(t)} i {\displaystyle y=\cos(t)}.

### Derivada
{\displaystyle \sin 'x=\cos x\,}
- Observació: .{\displaystyle \sin 'x=\sin \left(x+{\frac {\pi }{2}}\right)}

### Com a sèrie de Taylor
El sinus com a Sèrie de Taylor pel que fa a a = 0 és:
{\displaystyle {\begin{aligned}\sin x&=x-{\frac {x^{3}}{3!}}+{\frac {x^{5}}{5!}}-{\frac {x^{7}}{7!}}+\cdots \\\\&=\sum _{n=0}^{\infty }{\frac {(-1)^{n}x^{2n+1}}{(2n+1)!}}\\\end{aligned}}}

### Propietats
- És una funció contínua en tot el seu domini de definició.
- És una funció transcendent perquè no es pot expressar mitjançant una funció algebraica, sigui sencera, racional o irracional.
- El si és una funció analítica, això és, que té derivada contínua de qualsevol ordre.
- Té una infinitat comptable de zeros, on tala a l'eix X.
- Té una infinitat comptable de valor màxim = 1; igual quantitat comptable de valor mínim = -1.
- Tenen infinitat comptable de punts d'inflexió.
- La seva gràfica és còncava (cap avall) en{\displaystyle [2k\pi ,(2k+1)\pi ]}
- La seva gràfica és convexa (cap amunt) en{\displaystyle [(2k+1)\pi ,2(k+1)\pi ]}[8]

## Anàlisi complexa
Al pla complex a través de la fórmula d'Euler es determina que:Plantilla:Demostración

## En programació
Gran part dels llenguatges de programació tenen la funció sinus a les seves llibreries.
La majoria dels models de calculadores estan configurats i accepten el valor d'un angle qualsevol en els tres sistemes estàndard de referència angular: graus sexagesimals, graus centesimals i radiants.

Exemples:
Sinus de 45 graus = 0,7071
Sinus de 45 radiants = 0,8509.
S'ha de tenir en compte que la diferència entre tots dos valors resultants podria passar desapercebuda. És necessari, llavors, passar els graus a radiants o viceversa. El símbol π és el nombre pi. Exemple de conversions:
Rad = Deg * π/180
Deg = Rad * 180/π.
La comprovació del mode en curs d'una calculadora es fa amb valors coneguts {\displaystyle \pi } i 90°:
{\displaystyle \sin \pi =0} en cas de la manera de radiants actiu.
{\displaystyle \sin 90=1} en cas de la manera de graus sexagesimals actiu.

## Representació gràfica